# Cadbury
Pour les articles homonymes, voir Cadbury.
Cadbury est une ancienne entreprise agroalimentaire britannique spécialisée dans les confiseries et les boissons non-alcolisées.
Fondée en 1824, elle est rebaptisée en 1969 Cadbury Schweppes, à la suite de sa fusion avec Schweppes, puis retrouve le nom de Cadbury en 2008, après s'être séparée de toutes ses activités de boissons.
Elle appartient depuis 2010 à Mondelez International (anciennement Kraft Foods), dont elle est désormais une marque commerciale.

## Histoire

### Schweppes
Johann Jacob Schweppe (né en 1740 à Witzenhausen en Hesse et décédé à Genève), horloger et orfèvre allemand, développa une méthode pour charger de l'eau en dioxyde de carbone. Schweppe déposa un brevet pour ce procédé en 1783, peu de temps après que Joseph Priestley eut découvert le premier une méthode pour dissoudre le dioxyde de carbone dans l'eau. L'eau gazeuse était, au départ, destinée à un usage médical. En 1788, Schweppe s'installa en Suisse. En 1790, il fonda, sur la Drury Lane à Londres, une usine pour produire de l'eau gazeuse. Créé en 1870, l'« Indian Tonic » vient d'une boisson aux extraits de quinine et d'orange amère que les colons britanniques qui se trouvaient stationnés en Inde buvaient régulièrement pour se prémunir contre la malaria. Il deviendra le produit principal de l'entreprise.

### Cadbury

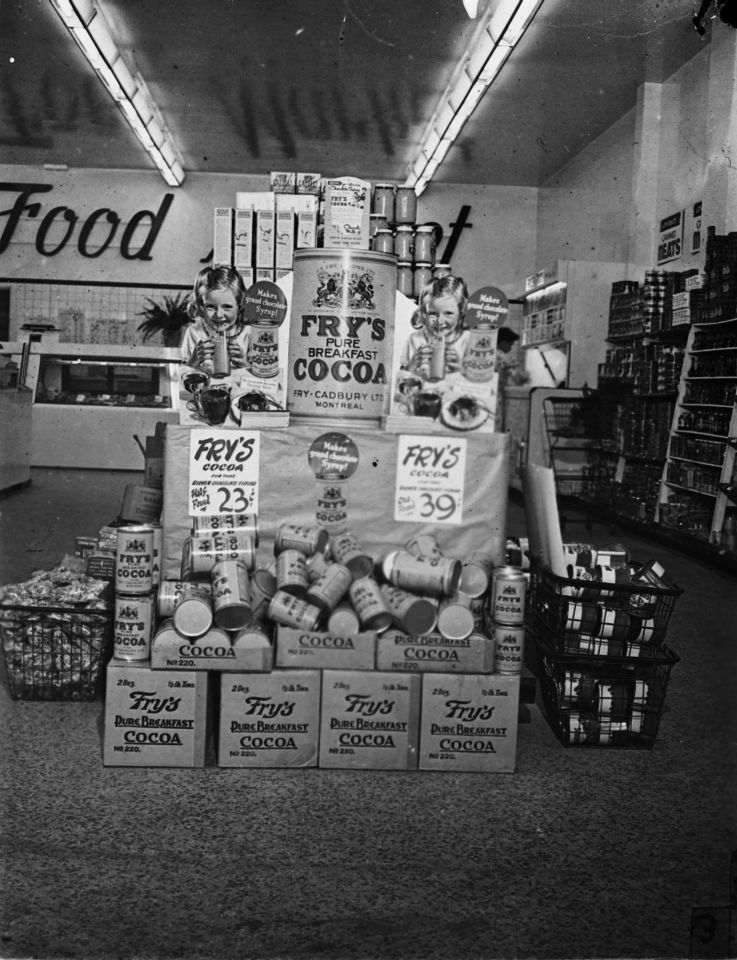
Étalage de produits de cacao Fry Cadbury Limited dans une épicerie de Montréal, juillet 1947

Indépendamment, en 1824, John Cadbury commença à vendre du thé, du café et, plus tard, du chocolat, à Birmingham (Angleterre), ainsi que, quelquefois, en Inde et au Pakistan. La compagnie était connue sous le nom de Cadbury Brothers Limited. 
Après le départ à la retraite de John Cadbury, ses fils, Richard et George, ouvrirent une usine importante dans une banlieue créée à cet effet, six kilomètres au sud de la ville de Bournville. En 1897, Cadbury crée le précurseur du biscuit qui fera en grande partie sa renommée mondiale, le Finger, lequel apparaîtra sous ce nom et cette forme en 1951.
Après la Seconde Guerre mondiale, Cadbury Brothers Limited opéra une fusion, sur le plan financier, avec J. S. Fry & Sons.

### Fusion etXXesiècle
Les deux compagnies fusionnèrent pour former Cadbury Schweppes en 1969. Cadbury crée également des usines à Alexandrie, au Caire et à Ramadan (Égypte), à Barcelone (Espagne), Dublin (Irlande), Dunedin (Nouvelle-Zélande), Port Elizabeth (Afrique du Sud), Ringwood (Melbourne, Australie), et à Claremont en Tasmanie en Australie.

### AuXXIesiècle: scission et rachat
En 2006, Cadbury Schweppes se sépare par scission de son activité européenne de boissons, Cadbury Schweppes European Beverages. Celle-ci est rachetée à parité par deux fonds d'investissement, Blackstone et Lion Capital LLP, puis devient le groupe Orangina. Renommé depuis Orangina Schweppes, il est repris par le japonais Suntory en 2009 pour un montant estimé à 2,6 milliards d'euros,.
En mai 2006, Cadbury Schweppes a annoncé son intention de délocaliser sa comptabilité dans un centre de services partagés (Shared Business Services[réf. souhaitée]) exploité par une compagnie nommée Genpact (un fournisseur de services) en Inde, Chine et Roumanie. Cette restructuration affectera toutes les unités et débutera par celles des États-Unis et du Royaume-Uni qui seront transférées en Inde à la fin de 2006. Les autres suivront à la mi‑2008[précision nécessaire].
En 2008, Cadbury Schweppes est scindé en deux via une séparation de ses activités, regroupées dans deux secteurs distincts : l'un centré sur ses activités dans le domaine de la confiserie et du chocolat, qui héritera du nom ; l'autre sur ses activités dans le domaine des boissons en Amérique du Nord (Cadbury Beverages Canada Inc. et Cadbury Schweppes Americas Beverages), qui aboutit à la création d'une nouvelle entreprise, nommée Dr Pepper Snapple Group. Blackstone et Lion Capital LLP s'emparent de cette entité, qui exploite en Amérique du Nord des marques telles que 7 Up, Canada Dry, Dr Pepper, RC Cola ou Schweppes.
En février 2010, Cadbury plc est rachetée par le groupe américain Kraft Foods pour un montant de 13 milliards d'euros,. À la suite de ce rachat, la société n'est plus cotée à la bourse de Londres. En octobre 2012, Kraft Foods est scindé en deux entités distinctes: Kraft Foods Group — qui fusionnera avec Heinz en 2015, donnant naissance à Kraft Heinz — et Mondelez International, cette dernière conservant Cadbury plc dans son portefeuille de marques.

## Filiales nationales et internationales

### Royaume-Uni
- Cadbury Trebor Bassett. En août 2004, Cadbury Trebor Bassett comptait 8 usines et 3 000 employés au Royaume-Uni. Parmi ses produits les plus connus, la Caramilk, une barre chocolatée. Cette filiale gère également Cadbury World, sites récréatifs situés à Birmingham et Dunedin, ainsi qu'un site de cadeaux en ligne, Cadbury Gifts direct.
- Fry's.
- Maynards.
- Halls.

### Canada
- Cadbury Adams, basée à Toronto. La plupart des marques produites au Canada sont identiques à celles produites au Royaume-Uni, par exemple, la ligne de barres chocolatées fut relookée à la fin 2005 avec l'emballage pourpre de la ligne du Royaume-Uni.

### États-Unis
- Cadbury Adams : Cadbury ayant fusionné avec Peter Paul en 1978, le chocolat est fabriqué depuis par Hershey. Cependant, plusieurs produits chocolatés ont continué à être vendus, aux États-Unis, sous le nom de Cadbury. On les trouve également dans les magasins Hershey.

### France
- Cadbury France est la filiale française de Cadbury. Elle a acquis le Chocolat Poulain en 1988 (Poulain, 1848), puis en 1994 Bouquet d'Or (revendu en 2003 au groupe français Cémoi), La Pie qui Chante en 1998[6] (Pimousse, Michoko, Carambar, etc.), et enfin en 2000 Hollywood Chewing Gum[7] (Malabar, Kréma, La Vosgienne, Cachou Lajaunie, Pastilles Vichy). La plupart de ces marques (à part Hollywood) ont été vendues en 2017 et constituent maintenant le groupe français Carambar & Co.
- Orangina Schweppes. Le groupe Orangina-Pampryl est racheté en 2001 par Pernod Ricard, puis intégré au sein de Cadbury Schweppes European Beverages, la division européenne de Cadbury commercialisant des boissons. Les deux filiales françaises du groupe, Orangina-Pampryl et Schweppes France, fusionnent en 2006 pour donner naissance au groupe Orangina Schweppes, qui sera cédé avec l'intégralité de la branche européenne en 2006 Suntory en 2009[8].

## Famille Cadbury
Les dirigeants de l'entreprise appartiennent à la même famille (en) :
- John Cadbury (1801-1889), quaker, fondateur de la compagnie Cadbury.
- Richard Barrow Cadbury (en) (1835-1899), quaker, frère aîné de George.
- George Cadbury (1839-1922), qui développa l'activité, et perfectionna la recette du chocolat au lait de la marque Dairy Milk (en).
- Sir Egbert Cadbury (en) (1893-1967) - Commandant de l'air, DSC, DFC, as de la Première Guerre mondiale devenu directeur général de J. S. Fry & Sons (filiale de Cadbury à partir de 1935) puis vice-président de Cadbury jusqu'en 1962.
- Sir George Adrian Hayhurst Cadbury (en) (1929-2015), pionnier du développement de la gouvernance d'entreprise.
- Sir Nicholas Dominic Cadbury (en) (né en 1940), président de Cadbury de 1993 à 2000, et chancelier de l'université de Birmingham de 2002 à 2013.